# 頂六
頂六，是臺灣嘉義縣中埔鄉的一個傳統地域名稱，位於該鄉西北部凸出部分的頸部地帶。相較於今日行政區，其範圍大致包括金蘭村、富收村。

## 歷史
台灣日治初期，頂六地區為一街庄（舊制街庄），稱為「頂六庄」，隸屬於嘉義東堡。該庄北隔八掌溪與紅毛埤庄、內甕庄為界，東與樹頭埔庄為鄰，南邊為石頭厝庄、三界埔庄，西邊及西北邊為下六庄。
1901年（日治明治三十四年）11月11日，全台設置二十廳，該庄隸屬於嘉義廳。1904年（明治三十七年）2月15日，該庄編入「中埔區」，隸屬於嘉義廳。1909年（明治四十二年）10月25日，全台整併二十廳為十二廳，該庄仍隸屬於嘉義廳。1910年（明治四十三年）1月18日，各區管轄區域調整，該庄仍隸屬於嘉義廳的「中埔區」。
1920年（大正九年）10月1日，全台廢十二廳改設五州二廳，該庄改制為「頂六」大字，隸屬於臺南州嘉義郡中埔庄（新制街庄）。
戰後中埔庄改制為中埔鄉，隸屬於臺南縣，大字亦改制為村。1950年（民國39年）10月，雲、嘉、南分治，中埔鄉改隸屬於嘉義縣。

## 聚落
本地區發展較早的聚落有興化廍、頂中下街、好修（好收）、赤蘭埔等，在日治期初期的官方地圖上已有記載。此外，本地區尚有頂山、田寮等聚落。

## 交通
國道3號又稱「福爾摩沙高速公路」，是貫穿台灣西部的兩條縱向高速公路之一，經過本地區西部，並在省道台18線交會處設有中埔交流道。由此可快速前往國道3號沿線各地。
省道台18線主要路段又稱「新中橫公路嘉義玉山線」，俗稱「阿里山公路」，是太保至塔塔加的幹道，經過本地區好收、頂六等聚落。由該道路西行可前往嘉義市、嘉義縣太保市，並止於高鐵嘉義站旁的鄉道嘉58-1線路口；東行可前往番路鄉、竹崎鄉東南端、阿里山鄉、南投縣信義鄉，並止於塔塔加的太平巷路口暨省道台21線的終點。
鄉道嘉135線是頂六至石仔湖的道路。
鄉道嘉138-1線是公館至柚仔宅的道路。
鄉道嘉139線是中莊至三層崎的道路。

## 學校
- 頂六國小